# Glyn Daniel
Pour les articles homonymes, voir Rees.
Glyn Edmund Daniel est un préhistorien britannique né le 23 avril 1914 à Lampeter Velfrey, dans le Pembrokeshire, et mort le 13 décembre 1986 à Cambridge. Spécialiste du Néolithique européen, il est l'un des pionniers de la vulgarisation archéologique à la radio et la télévision britannique.
Il occupe la chaire Disney d’archéologie à l’université de Cambridge de 1974 à 1981.

### Ouvrages scientifiques
- A Hundred years of archaeology, 1950
- The Prehistoric chamber tombs of England and Wales, 1950
- The Megalith builders of Western Europe, 1958
- The Prehistoric chamber tombs of France: a geographical, morphological and chronological survey , 1960
- The Hungry archaeologist in France, a travelling guide to caves, graves and good living in the Dordogne and Brittany, 1963
- France before the Romans, 1974, avec Stuart Piggott et Charles McBurney
- The Idea of prehistory, 1988, avec Colin Renfrew
- Writing for antiquity: an anthology of editorials from Antiquity, 1992

### Fictions
- Meurtres à Cambridge (The Cambridge Murders, 1945, sous le pseudonyme Dilwyn Rees) traduit par Robert Saint-Prix, 1953.
- Welcome Death 1954.

## Sources
- Nécrologie par Paul Bahn dans Bulletin de la Société préhistorique française, 1987, volume 84, no 7, p. 195.